# Egisto Sarri
Egisto Sarri (Figline Valdarno, 6 novembre 1837 – Firenze, 15 novembre 1901) è stato un pittore italiano.

## Biografia
A partire dal 1850 studiò alla Accademia di Belle Arti di Firenze con Giuseppe Bezzuoli e con Enrico Pollastrini. Nel 1858 lavorò presso lo studio di Antonio Ciseri: fu uno degli ultimi allievi, ma uno dei migliori. Dopo essersi trasferito a Firenze, frequentava il  Caffè Michelangiolo dove aveva accese discussioni con altri artisti fiorentini, anche se la sua tecnica pittorica non fu mai influenzata dal movimento dei Macchiaioli, allora imperante in Toscana, ma rimase fedele allo stile accademico del suo maestro Ciseri.
Sarri acquistò una buona fama come ritrattista e raffigurò molte delle più importanti personalità italiane dell'epoca. Tra i migliori ritratti si possono menzionare quello di Rossini (1866), di Vittorio Emanuele II (1870), il suo Autoritratto (1899-1901, ora agli Uffizi) e quello di Verdi (1901).
Nell'aprile 1863 il re Vittorio Emanuele II gli commissionò un'opera storica relativa a Corradino di Svevia. Sarri eseguì inoltre opere di carattere religioso, ma il suo capolavoro è considerato il ciclo di dipinti che rappresenta la vita quotidiana a Pompei, serie realizzata tra il 1875 ed il 1887 e che gli assicurò una discreta fama.